# فريدريك تورنر
فريدريك تورنر (بالإنجليزية: Frederick Turner)‏ هو شاعر أمريكي، ولد في 19 نوفمبر 1943 في نورثامبتونشير في المملكة المتحدة.